# Konjanički spomenik Marka Aurelija
Konjanički spomenik Marka Aurelija (tal. Statua equestre di Marco Aurelio) je jedini sačuvani konjanički spomenik iz starog Rima. Napravljena je od bronce 176. godine i prikazuje cara Marka Aurelija (161. – 180.) čiji prikaz pokazuje dosta sličnosti s ranijim kipovima cara Augusta. Neki povjesničari vjeruju kako je dio spomenika bio i pobijeđeni barbarski vojskovođa kojemu Marko Aurelije svojom gestom pošteđuje život. U prilog tomu je i sarmaćanski prekrivač na konju, te se pretpostavlja kako je spomenik bio podignut u proslavu pobjede Cara nad Sarmatima, nakon čega je Marko Aurelije dodao naziv Sarmaticus svojemu imenu.
Na ovoj, izvorno pozlaćenoj, skulpturi veliki oblici su sitnim detaljima spojeni na krajnje prirodan način. Ovo djelo bilo je uzor velikim konjaničkim skulpturama od renesanse (Donatello i Andrea del Verrocchio) do 19. stoljeća (slične su dali izraditi npr. Đuro III. i Józef Poniatowski).
Konjanički spomenik Marka Aurelija je jedini konjanički spomenik koji je preživio iz rimskog doba, ostali su stradali kasnije kada su kršćani mahom rušili „poganske idole”. Ovaj spomenik je pošteđen jer se, krivo, mislilo kako prikazuje prvog kršćanskog cara Konstantina Velikog.
Od 8. stoljeća spomenik je bio u Lateranskoj palači da bi ga na središte novog trga Campidoglio 1538. godine dao premjestiti Michelangelo, koji je za nj izradio i novi pijedestal. Original spomenika je izložen u obližnjoj Palazzo dei Conservatori  (Kapitolski muzeji), dok se na Campidogliju od 1981. nalazi njegova replika.
Konjanički spomenik Marka Aurelija se nalazi na stražnjoj strani talijanske kovanice od €0,50 eura, koju je dizajnirao Roberto Mauri.

## Poveznice
- Starorimska umjetnost
- Kiparstvo starog Rima
- Kapitol (Rim)

## Vanjske poveznice
- Capitoline Museum  Arhivirana inačica izvorne stranice od 7. listopada 2007. (Wayback Machine) (tal.)